# John Burroughs
John Burroughs (Roxbury, 3 aprile 1837 – Kingsville, 29 marzo 1921) è stato un poeta e naturalista statunitense.
Fu iniziatore del genere letterario noto nella letteratura americana come nature essay ed amico intimo di Walt Whitman, del quale pubblicò una biografia e saggio critico nel 1867, Notes on Walt Whitman as poet and person.
Filosoficamente, risentì dell'influsso di Thomas Henry Huxley e di Herbert Spencer.

## Opere
The Complete Writings of John Burroughs (L'opera completa di John Burroughs) ammonta a 23 volumi, il primo dei quali fu pubblicato nel 1871 ed i successivi furono pubblicati con regolarità fino all'ultimo, The Last Harvest, che fu pubblicato nel 1922. Gli ultimi due volumi, Under the Maples e The Last Harvest, furono pubblicati postumi da Clara Barrus. Burroughs pubblicò anche una biografia di John James Audubon, un ricordo del suo viaggio in campeggio a Yellowstone con il Presidente degli Stati Uniti d'America Theodore Roosevelt, ed un volume di poesie dal titolo Bird and Bough.
- Notes on Walt Whitman as Poet and Person (1867)
- Wake Robin (1871)
- Winter Sunshine (1875)
- Birds and Poets (1877)
- Locusts and Wild Honey (1879)
- Pepacton (1881)
- Fresh Fields (1884)
- Signs and Seasons (1886)
- Birds and bees and other studies in nature (1896)
- Indoor Studies (1889)
- Riverby (1894)
- Whitman: A Study (1896)
- The Light of Day (1900)
- Squirrels and Other Fur-Bearers (1900)
- Songs of Nature (Editor) (1901)
- John James Audubon (1902)
- Literary Values and other Papers (1902)
- Far and Near (1904)
- Ways of Nature (1905)
- Camping and Tramping with Roosevelt (1906)
- Bird and Bough (1906)
- Afoot and Afloat (1907)
- Leaf and Tendril (1908)
- Time and Change (1912)
- The Summit of the Years (1913)
- The Breath of Life (1915)
- Under the Apple Trees (1916)
- Field and Study (1919)
- Accepting the Universe (1920)
- Under the Maples (1921)
- The Last Harvest (1922)
- My Boyhood, with a Conclusion by His Son Julian Burroughs (1922)